# Ghetto di Radom
Il Ghetto di Radom (Radom, Polonia) è stato uno dei più ampi tra i ghetti nazisti della seconda guerra mondiale nei territori conquistati della Polonia occidentale. Istituito nell'aprile 1941, servì come luogo di raccolta per oltre 33.000 ebrei residenti nella città e nei villaggi della regione. La gran maggioranza dei suoi abitanti furono deportati e uccisi al campo di sterminio di Treblinka nell'agosto 1942. Massacri e deportazioni continuarono fino al luglio del 1944. Poche centinaia furono i sopravvissuti.

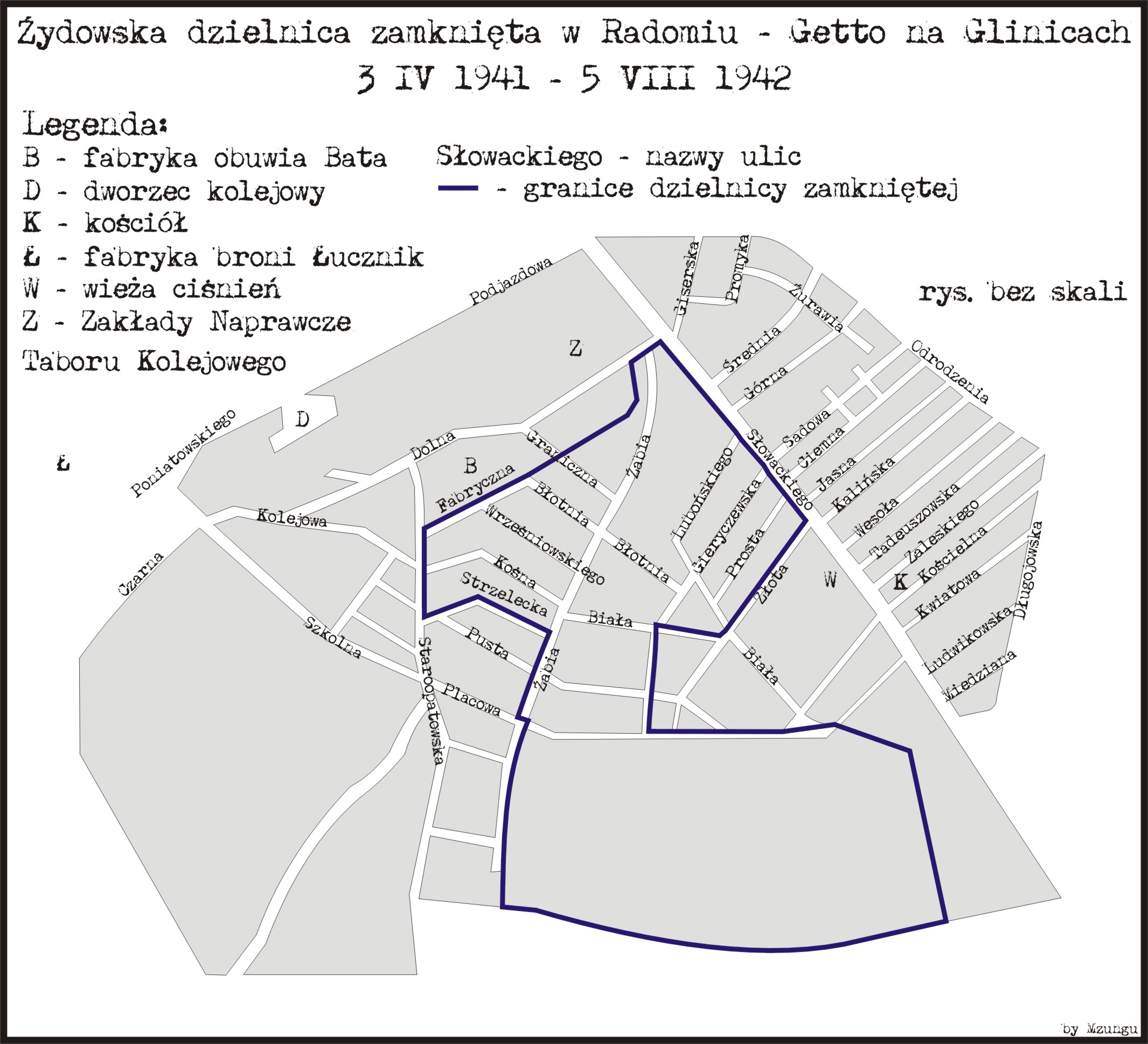
Mappa del ghetto piccolo

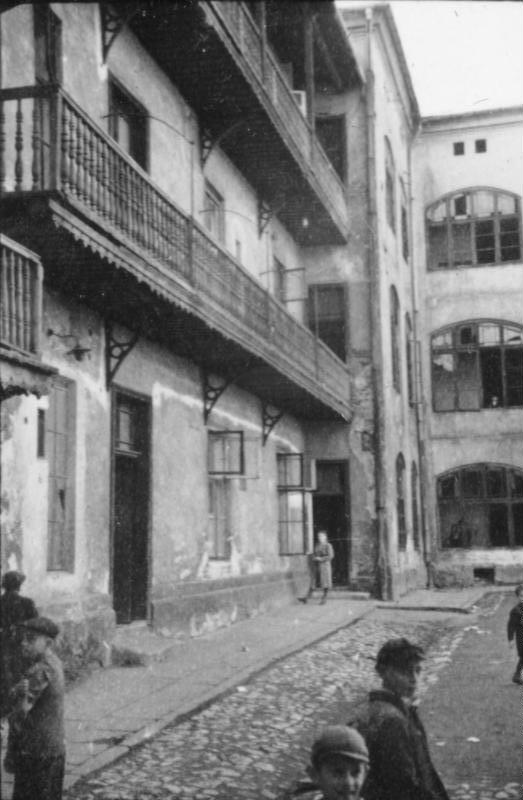
Edifici del ghetto

## Storia
Radom era sin dagli inizi del XIX secolo uno dei luoghi principali della presenza ebraica in Polonia. Alla vigilia della seconda guerra mondiale, vi vivevano oltre 30.000 ebrei, ovvero un terzo dei suoi abitanti.

### Occupazione tedesca
Dopo che i tedeschi invasero la Polonia, molti ebrei della città, inclusi leader della comunità e personaggi pubblici, fuggirono a est, verso le linee sovietiche, ma la maggioranza della popolazione ebraica rimase in città. L'8 settembre 1939 l'esercito tedesco occupò Radom e pochi giorni dopo giunsero anche le forze delle SS. Radom era ora parte del Governatorato generale, come capoluogo (al pari di Varsavia, Cracovia e Lublino) di uno dei quattro distretti amministrativi in cui fu divisa la Polonia occupata. Le persecuzioni e le intimidazioni contro la popolazione ebbero inizio immediato, con arresti, devastazioni, confische di beni e richieste di ingenti somme di denaro.  Alla fine di settembre del 1939, il governatore militare nominò cinquanta leader della comunità per servire in un temporaneo Consiglio ebraico, un Judenrat, guidato da Yaakov Goldenberg. Yosef Diamant, un attivista ebreo di lunga data, fu nominato suo vice.
Il 4 ottobre 1939, al consiglio fu ordinato di riscuotere un riscatto e fornire ai tedeschi vestiti e biancheria da letto. Nel frattempo i tedeschi si appropriarono delle proprietà ebraiche, affidandone la custodia a tedeschi, sebbene molti imprenditori ebrei continuassero a lavorare nelle proprie attività per salari irrisori. Gli ebrei che vivevano in alcune zone della città furono espulsi con la forza dalle loro abitazioni, che furono poi abitate da tedeschi.
Nel dicembre del 1939 fu fondato un nuovo Judenrat di 24 membri che fungeva anche da Judenrat distrettuale (Oberjudenrat), con Yosef Diamant nominato ora a capo dell'organizzazione. Le sue funzioni si limitavano ad eseguire gli ordini impartiti dai tedeschi, che passo dopo passo segregarono la popolazione ebraica e la ridussero in stato di schiavitù.
Nei primi mesi dell'occupazione, i tedeschi richiedevano da 80 a 100 lavoratori ogni giorno; successivamente il numero salì da 500 a 600, e nel 1940 il numero aumentò tra i 1.000 e 1.400 lavoratori al giorno. Per sopperire a queste richieste, il Judenrat istituì un ufficio di collocamento (Arbeitsamt), retto dapprima da I. Wortsman e quindi da Joachim Geiger. L'ufficio era responsabile della selezione dei lavoratori ebrei per il lavoro forzato.
Il Judenrat creò anche un dipartimento per le abitazioni (Wohnungsamt), che era responsabile per la ricerca di case per gli ebrei che in sempre maggior numero venivano sfrattati dalle loro abitazioni e per i rifugiati giunti da Varsavia, Lodz, Przytyk e Kalisz.
Subito, fin dall'inverno 1939-40, gli ebrei si trovarono ad essere discriminati nella distribuzione del cibo. Nella primavera del 1940, Jewish Self Help (JSS) stabilì una filiale a Radom per aiutare con il benessere e aprì tre cucine pubbliche in città, che distribuivano più di 3.700 pasti al giorno gratuitamente o per una somma simbolica. Nel luglio del 1940, il JSS istituì tre ulteriori cucine pubbliche che distribuivano pasti gratuiti ai bambini.
Anche la situazione sanitaria cominciò a destare preoccupazione per il sovraffollamento, la malnutrizione e la scarsezza di medicinali. Il Judenrat istituì così anche un comitato sanitario allo scopo di coordinare gli sforzi in quest'area. Nell'aprile del 1940, l'ospedale ebraico fu ampliato e posto sotto la direzione del dottor Kleinberger, e furono aperti una clinica dentale, una sala di sterilizzazione e una clinica a raggi X. I tedeschi fecero trasferire tutti i pazienti ricoverati nel General Hospital di Radom all'ospedale ebraico, che fu trasformato in un centro per combattere la diffusione di malattie contagiose nella città.
Nell'aprile del 1940, i tedeschi compirono una "Aktion politica" contro personaggi pubblici a Radom, durante la quale furono giustiziati diciotto ebrei, la maggior parte dei quali erano membri della sinistra di Po'alei Sion. Il primo luglio 1940, i tedeschi completarono la confisca di tutte le proprietà ebraiche e il loro trasferimento all'amministrazione tedesca. Sempre nell'estate del 1940, il Judenrat fu costretti a reclutare ebrei per i campi di lavoro forzato nell'area di Lublino. Il 20 agosto 1940, un primo gruppo di circa 2.000 lavoratori fu inviato a scavare fortificazioni e fossati anticarro nella zona di Belzec lungo la "linea Otto" al confine tra la Polonia occupata dai tedeschi e dai sovietici. Il Judenrat si sforzò di inviare cibo e vestiti a questi lavoratori, ma quasi tutti morirono per le terribili condizioni di lavoro. Nei mesi seguenti, altri due gruppi furono inviati nei campi di lavoro vicino a Radom, Kruszyna, Jedlinsk, Lesiow, Dabrowa Kozlowska e Wolanow. La maggior parte di questi lavoratori non sopravvisse; quei poche che con la fuga furono in grado di tornare a Radom, vi fecero ritorno in terribili condizioni di salute e dovettero essere ricoverati nell'ospedale ebraico per cure.
Nel dicembre del 1940, Hans Frank, il Governatore Generale del Generalgouvernement ordinò la deportazione di 10.000 ebrei da Radom, in altre località, ma per motivi tecnici il loro numero si ridusse drasticamente a 1.840 ebrei che furono effettivamente deportati il 18 dicembre 1940 nella piccola città di Busko. In compenso, all'inizio di dicembre del 1940, circa 2.000 ebrei arrivarono a Radom da Cracovia. Altri 1000 furono deportati da Radom nel febbraio 1941. Come risultato delle varie deportazioni da e verso la città, nella primavera del 1941, alla vigilia dell'istituzione del ghetto la popolazione ebraica a Radom era di circa 32.000 persone.

### L'istituzione del ghetto
]

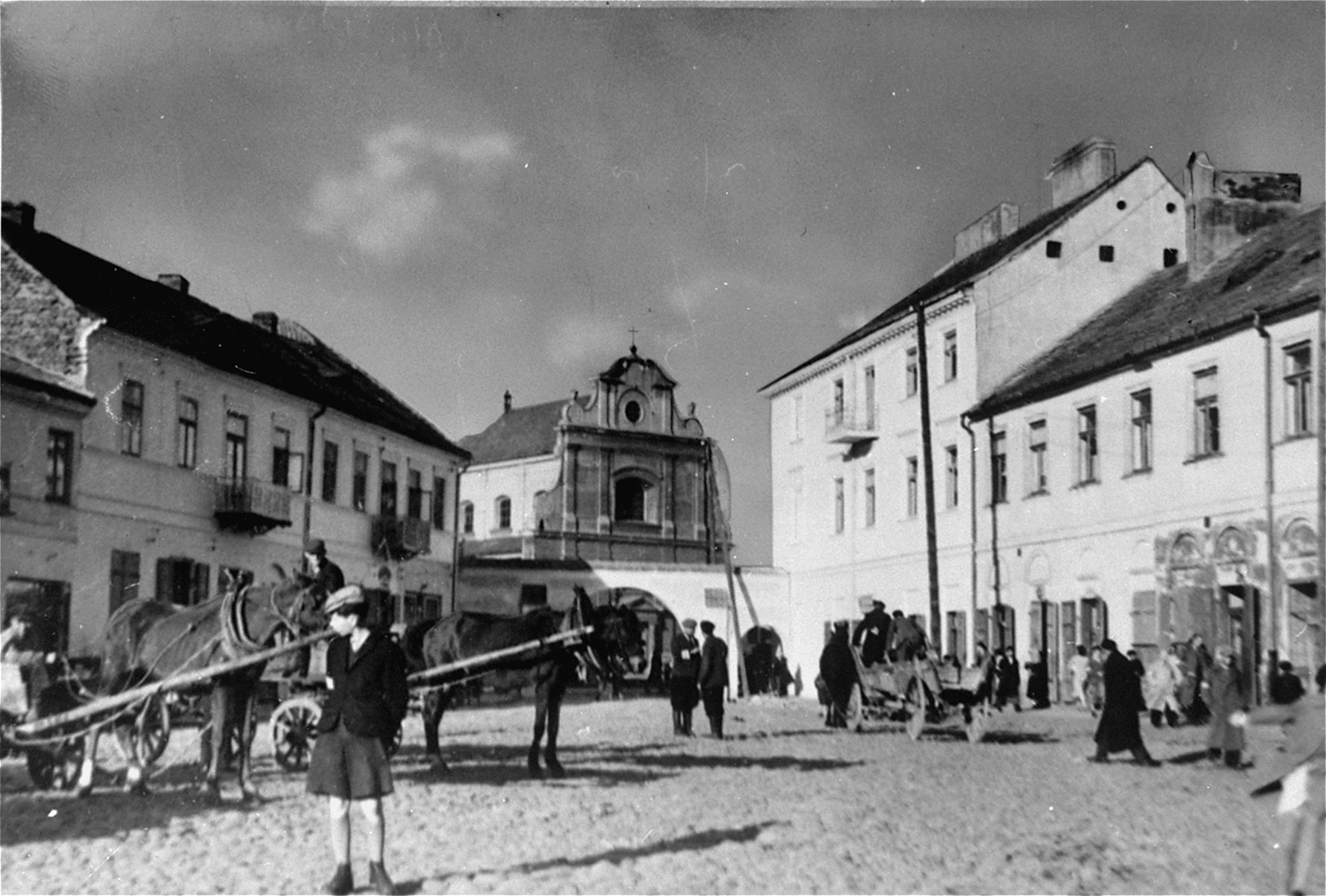
Ingresso al ghetto di Radom, poco prima della sua chiusura nell'aprile 1941 [errore: non può essere la chiusura, fu aperto nel marzo 1941

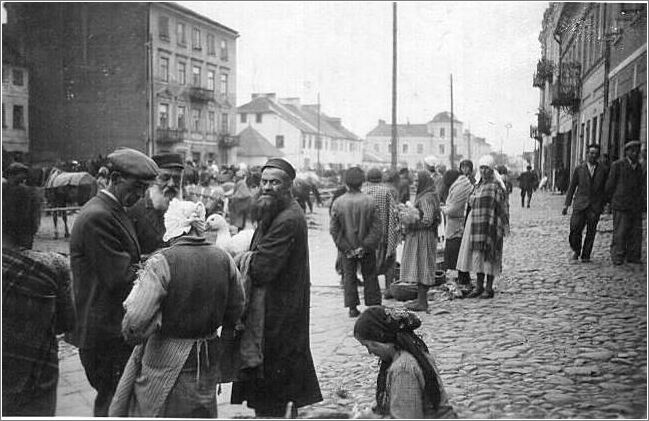
Una strada nel ghetto

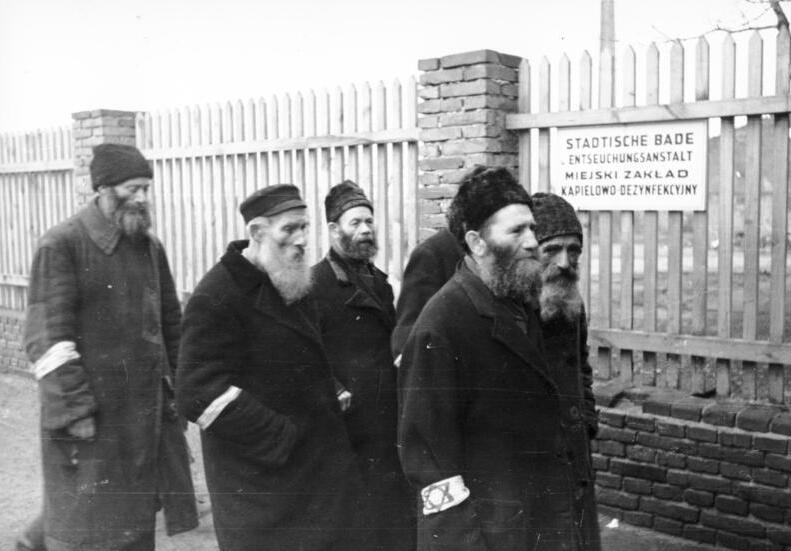
Ebrei del ghetto

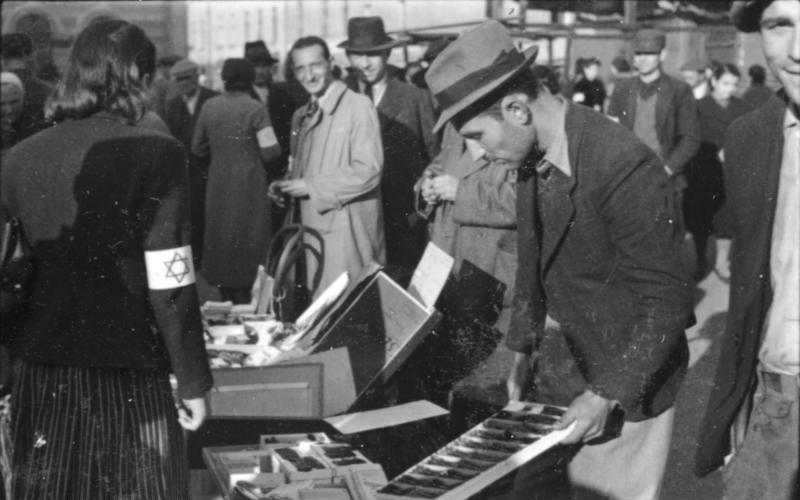
Commerci nel ghetto

La decisione di istituire un ghetto a Radom fu annunciata il 29 marzo 1941.
Il 1º aprile 1941, al Judenrat fu ordinato di istituire un servizio di ordine ebraico e Joachim Geiger fu nominato a capo di esso. I giovani di età superiore ai ventuno anni, che avevano prestato servizio nell'esercito polacco, furono incoraggiati a unirsi alle forze di polizia.
Il 3 aprile del 1941, i tedeschi emisero l'ordine di concentrare gli ebrei di Radom in due ghetti collocati a diverse miglia di distanza. Alla popolazione non ebrea fu dato tempo fino al 10 aprile per lasciare l'area, agli ebrei fino al 12 aprile per trasferirsi all'interno del ghetto. La distribuzione degli alloggi fu gestita dall'ufficio abitativo del Judenrat e dall'ufficio alloggi presso il Consiglio comunale di Radom. Circa 27.000 ebrei si trovarono a vivere nel ghetto grande che si trovava nel centro della città e che includeva il quartiere tradizionalmente abitato dagli ebrei locali. Circa 5.000 altri ebrei furono concentrati nel ghetto piccolo nel povero quartiere di Glinice.
Il 7 aprile 1941, la concentrazione degli ebrei in entrambi i ghetti fu completata e i ghetti furono sigillati. Il ghetto grande non era circondato da un muro; i suoi confini segnati dagli edifici situati sul perimetro del ghetto, solo alcune parti delle uscite dalle strade erano sbarrate con filo spinato. Il grande ghetto aveva alle porte dei grandi cartelli che dicevano sul lato del ghetto: "Uscita vietata sotto pena di morte", e sull'altro: "È vietato l'ingresso agli ariani. Attenzione alle malattie infettive". Il piccolo ghetto invece era interamente circondato da filo spinato. Sebbene fosse meno affollato, la maggior parte degli ebrei preferiva vivere nel grande ghetto, dove gli alloggi erano migliori ed avevano sede il Judenrat e le principali istituzioni assistenziali. La centrale elettrica funzionava a Radom, ma agli ebrei era proibito usare l'elettricità.
L'intera popolazione fu sottoposta a lavoro coatto nelle fabbriche della zona. I lavoratori venivano fatti marciare in gruppo fuori dal ghetto sotto scorta di polizia, e tornarono nel ghetto allo stesso modo. La giornata di lavoro iniziava alle sei del mattino e si concludeva alle 17.30. I lavoratori ricevevano un pasto ma nessun riposo era permesso nemmeno per un momento. I sorveglianti tedeschi picchiavano senza pietà gli operai. Anche le donne non erano risparmiate. Il minimo difetto nel lavoro veniva punito con un proiettile in testa, perché i tedeschi lo ritenevano sabotaggio.
A fine novembre del 1941, in entrambe le parti del ghetto di Radom, risultava esserci un totale di 3.989 appartamenti (6.529 camere), in cui vivevano ufficialmente 25.658 persone.
I tedeschi ordinarono la chiusura delle scuole. Nel ghetto tuttavia furono organizzate attività educative clandestine. Insegnanti e giovani laureati del liceo ebraico organizzarono attività per i bambini. Nel novembre 1941, ingegneri e tecnici del ghetto organizzarono corsi di formazione professionale in metallo, meccanica e altre materie, che consentirono agli adolescenti ebrei di trovare lavoro all'interno e all'esterno del ghetto. Gran parte dei corsi si tenevano nel piccolo ghetto. L'ospedale ebraico era situato nel grande ghetto, mentre la casa per anziani e l'orfanotrofio rimasero al di fuori dei ghetti. [Una casa di anziani cristiani e un rifugio per malati di mente operati all'interno del grande ghetto. non si capisce]
Il cibo era razionato ed ogni forma di contrabbando fu repressa con durezza. Le razioni già minime furono ulteriormente ridotte nel febbraio 1942. Tuttavia, in confronto ad altri ghetti gli approvvigionamenti (e il mercato nero) garantirono condizioni generali di vita relativamente sopportabili. Il problema più grave era rappresentato dal sovraffollamento e dalle precarie condizioni igienico-sanitarie, che tra l'autunno 1941 e l'inverno 1942 causarono un'epidemia di tifo, durante la quale da 3000 a 4.000 ebrei furono ricoverati in ospedale e molti altri furono curati nelle loro case. Si calcola che circa 1.500 persone siano morte nel ghetto per malattia.
Il 19 febbraio 1942, i tedeschi entrarono nel ghetto, arrestando e deportando nel campo di concentramento di Auschwitz una quarantina di leader della comunità, che erano stati attivisti in vari partiti di sinistra, usando liste che erano state preparate in precedenza. Ciò fu seguito il 28 aprile 1942, con un'altra simile "Aktion" che divenne nota localmente come "Bloody Wednesday". Questa operazione effettuata dalle SS, aveva lo scopo di minare la leadership ebraica a Radom e di prevenire la resistenza durante l'imminente liquidazione del ghetto. I membri della Gestapo guidati da Richard Schoeggl e Paul Fuchs entrarono nel ghetto e sequestrarono un gran numero di ebrei nelle loro case. Una settantina di loro furono assassinati sul posto, mentre alcune centinaia furono portati nella prigione locale e successivamente ad Auschwitz, dove arrivarono il 30 aprile 1942. Tra i deportati ad Auschwitz c'era Yosef Diamant, il capo del Judenrat e tre dei suoi assistenti. I tedeschi ordinarono la formazione di un nuovo Judenrat e Ludwig Fasman fu nominato a capo di esso.
Dopo questa operazione dell'aprile 1942, nel ghetto si diffusero voci di una possibile deportazione degli ebrei da Radom, a seguito alle notizie di quanto avvenuto a marzo agli ebrei di Lublino. La domanda di lavoro aumentò, poiché si riteneva che le persone con permesso di lavoro sarebbero state esentati dalle deportazioni.

### Lo sterminio della comunita ebraica di Radom nell'agosto 1942

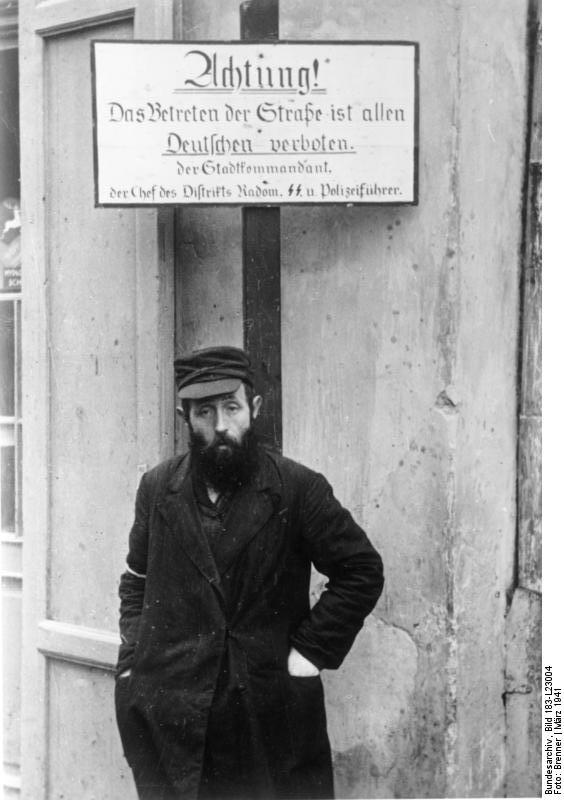
Un ebreo posa di fronte al cartello con il quale si proibiva l'ingresso al ghetto ai non ebrei

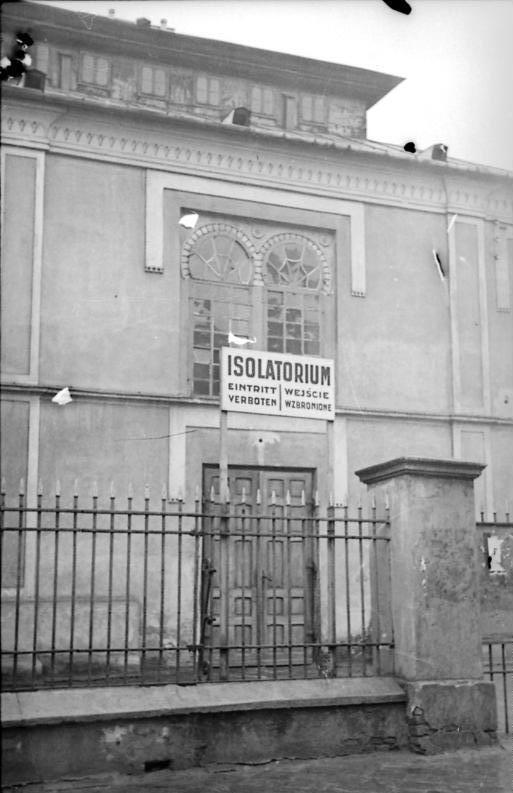
La sinagoga di Radom trasformata in rifugio per i mendicanti prima di essere distrutta

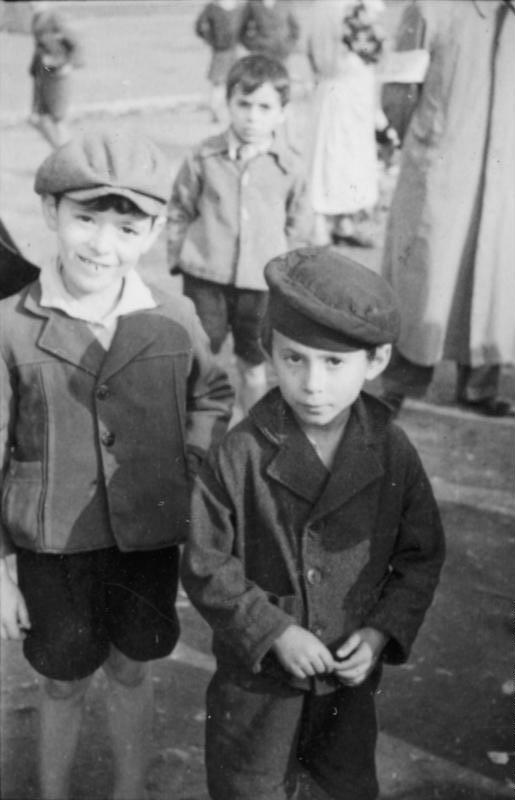
Tutti i bambini del ghetto perirono in eccidi o nel campo di sterminio di Treblinka

I preparativi per la liquidazione del ghetto di Radom iniziarono già nel maggio del 1942. Gli edifici della fabbrica "Korona" furono svuotati per immagazzinare tutti gli effetti personali degli ebrei. Contemporaneamente al "Judenrat" fu ordinato di consegnare le mappe del ghetto insieme a un elenco di proprietà ebraiche.
All'inizio dell'estate 1942, SS-Hauptsturm Wilhem Blum fu inviato a Radom da Lublino per pianificare ed eseguire la deportazione degli ebrei dalla città, in collaborazione con SS e Polizeiführer Radom Herbert Böttcher. L'obiettivo era la liquidazione totale della popolazione ebraica con l'eccezione di gruppi di lavoratori e delle loro famiglie, che erano necessari per la produzione bellica locale, così come confermato nell'ordinanza emessa di Einrich Himmler il 19 luglio 1942. A questo punto, nei due ghetti si trovavano rinchiuse circa 32-33.000 persone.
Per prima cosa nel luglio del 1942, i tedeschi requisirono tutte le biciclette, i cavalli e i carretti ancora rimasti nel ghetto. La notte tra il 4 e il 5 agosto 1942, le SS circondarono il piccolo ghetto e una brutale selezione fu effettuata in un sito vicino ai binari della ferrovia da ufficiali delle SS, tra cui Böttcher, Blum, Franz Schippers e Adolf Feucht, insieme a truppe SS ucraine sotto il comando di Erich Kapke. Dopo la selezione, gli ufficiali delle SS e le SS ucraine trasferirono circa 800 uomini e 20 donne con permesso di lavoro nel grande ghetto. Circa 600 bambini e anziani furono assassinati sul posto durante la selezione e gli altri furono deportati nel campo di sterminio di Treblinka. Poiché c'era ancora posto sui treni si decise di aggiungervi anche circa 2.000 persone senza permesso di lavoro prelevate dal grande ghetto. Circa 100 giovani ebrei con permesso di lavoro furono incaricati di seppellire gli assassinati vicino alla fabbrica di Lenz e di raccogliere i loro averi e di conservarli nella fabbrica vuota di Korona.
Dopo la liquidazione del "piccolo ghetto" e le prime deportazioni, il panico si diffuse tra gli abitanti del grande ghetto. Alcuni cercarono di fuggire, soprattutto per tutti si scatenò la ricerca di un permesso di lavoro che si pensava li avrebbe salvati dalla deportazione. Il 16 agosto 1942, tutte le porte del grande ghetto furono bloccate e il ghetto fu circondato dalle forze tedesche e ucraine-SS. La notte del 16 agosto 1942, un'altra "Aktion" fu eseguita sotto il comando di Böttcher e Blum, e circa 1.000 ebrei furono uccisi nel ghetto. Gli ebrei che cercarono di opporre resistenza o di nascondersi furono uccisi sul posto. Tra di essi ere anche l'ultimo rabbino della città di Radom Hil Kestenberg. Un gruppo di bambini fu assassinato con bombe a mano in un macello da SS-Hauptschar Erich Schildt. Il resto degli abitanti del ghetto fu radunato nella piazza della città vecchia e sottoposto a selezione da parte di ufficiali delle SS sotto il comando di Feucht. Circa 4.000 persone con permesso di lavoro furono assegnate al lavoro forzato. Il resto circa 18.000 persone furono deportate il 17 agosto 1942, nel campo di sterminio di Treblinka. Cinquanta pazienti nell'ospedale ebraico furono assassinati in fosse scavate appositamente preparate vicino al ghetto. Non ci si dimenticò nemmeno degli orfani e degli anziani della casa di riposo che vivevano al di fuori del ghetto, i quali furono prelevati la mattina del 18 agosto e condotti anch'essi con autocarri alla stazione ferroviaria.
Nel corso di uno dei trasporti per Treblinka, una carrozza prese fuoco e tutti i passeggeri morirono per le esalazioni di fumo. La carrozza fu staccata e il 22 agosto 1942 fu condotta a Siedlce, dove i corpi furono sepolti nel locale cimitero ebraico. Pochi giorni dopo l'intera popolazione del ghetto di Siedlce sarà anch'essa deportata e massacrata a Treblinka.
In seguito a queste deportazioni di massa, a circa 200 lavoratori ebrei fu affidato il compito di raccogliere e classificare le proprietà degli ebrei, alcune delle quali furono vendute o distribuite gratuitamente tra i residenti polacchi di Radom. Le proprietà degli ebrei che erano stati deportati a Treblinka, furono successivamente spedite al magazzino delle proprietà ebraiche a Radom.
Le operazioni si conclusero il 18 agosto. Alla fine, circa 30.000 ebrei furono deportati da Radom a Treblinka, dove trovarono la morte nelle camere a gas.

### Da ghetto a campo di concentramento
Di tutti coloro che era presenti nel ghetto non ne erano rimasti che 2000. La popolazione aumentò rapidamente, con il ritorno di quanti avevano trovato temporaneo rifugio fuori dal ghetto e i continui trasferimenti di ebrei dalla provincia. In breve nell'area dove sorgevano i due ghetti si contarono circa 5.000 lavoratori ebrei e le loro famiglie, insieme a 300 membri del Jewish Order Service e le loro famiglie. Tre membri del Judenrat erano sopravvissuti, incluso il dott. Ludwig Fasman, che rimase a capo del Judenrat fino al gennaio 1943.
Da questo punto in poi la storia degli ebrei a Random è un continuo succedersi di eccidi, tentativi di fuga e trasferimenti da e per altri campi di lavoro, fino alla totale liquidazione di ciò che rimaneva dei due ghetti.
Nell'autunno 1942, un gruppo clandestino di resistenza con trenta membri fu formato sotto il comando dei fratelli Bornstein - Zalman, Leib e Yonah. Il gruppo riuscì a entrare in contatto con la resistenza polacca e a ottenere alcune armi da fuoco. Di fronte all'impossibilità di combattere i tedeschi nel ghetto, alla fine di ottobre 1942, alcuni membri del gruppo si diressero verso la foresta di Swietokrzyska nella speranza di unirsi ai partigiani. Il tentativo non ebbe successo. Alcuni di loro furono uccisi durante la caccia all'uomo tedesca. I superstiti tornarono nel ghetto.
Il 3 dicembre 1942, un'unità di guardia ucraina-SS e un gruppo di soldati delle SS deportarono circa 800 ebrei dal grande ghetto in un ghetto che era stato ristabilito a Szydlowiec. Un certo numero di ebrei furono uccisi lungo la strada dalle guardie e la maggior parte degli altri morì.
Sempre nel dicembre 1942, un gruppo di settantasei ebrei, tra cui donne e bambini, fuggì dal ghetto e stabilì contatti con l'Armia Ludowa nel distretto di Radom. I fuggitivi raggiunsero il gruppo partigiano polacco che era attivo nell'area, ma i tedeschi li circondarono e probabilmente furono uccisi, ma il loro destino è sconosciuto.
Il 13 gennaio 1943, circa 1.500 ebrei i cui nomi apparvero in un elenco di persone che avevano richiesto il visto per la Palestina o che avevano ricevuto il permesso di emigrare, furono deportati nel campo di sterminio di Treblinka, in un'operazione di sterminio conosciuta come "Palestina Aktion". Il 20 gennaio i tedeschi uccisero un gruppo di ebrei che furono accusati di sabotaggio nel loro posto di lavoro. Sempre nel gennaio 1943, Ludwig Fasman fu arrestato e deportato nel campo di concentramento di Auschwitz e Nachum Shenderovich fu nominato al suo posto.
Il 21 marzo 1943 i tedeschi radunarono un gruppo di circa 180 persone (inclusi 50 bambini) che comprendeva ciò che rimaneva dell'intelligentsia del ghetto con la scusa che sarebbero stati parte di uno scambio di prigionieri. Caricati su autocarri, furono tutti massacrati dalle SS ucraine.
Il 1º maggio 1943, la Gestapo arrestò gli ultimi membri rimasti in vita del Judenrat e li mandò in un campo di lavoro vicino a Wolanow. La maggior parte furono assassinati e gli altri, incluso Shenderovich, furono successivamente deportati ad Auschwitz. Il capo del servizio dell'ordine ebraico Leon Sytner fu nominato ultimo capo del Judenrat e in quel momento i due ghetti furono classificati come campi di lavoro sotto il comando di Franz Schippers. La sede principale di occupazione era la fabbrica di armamenti di Wytwornia, dove lavoravano circa 1.000 ebrei. Un altro gruppo, principalmente donne, lavorava nei magazzini di Korona, smistando le proprietà di quelli deportati e assassinati.
L'8 novembre 1943, con una "Aktion" si pose fine ad ogni traccia residua del ghetto piccolo. Circa 100-200 donne e bambini furono fucilati sul posto e gli altri furono trasferiti nel campo di Szkolna nell'area dove sorgeva il ghetto grande. 200 lavoratori ebrei furono anche trasferiti a Skarzysko-Kamienna e Plonki per lavorare nelle fabbriche di armi.

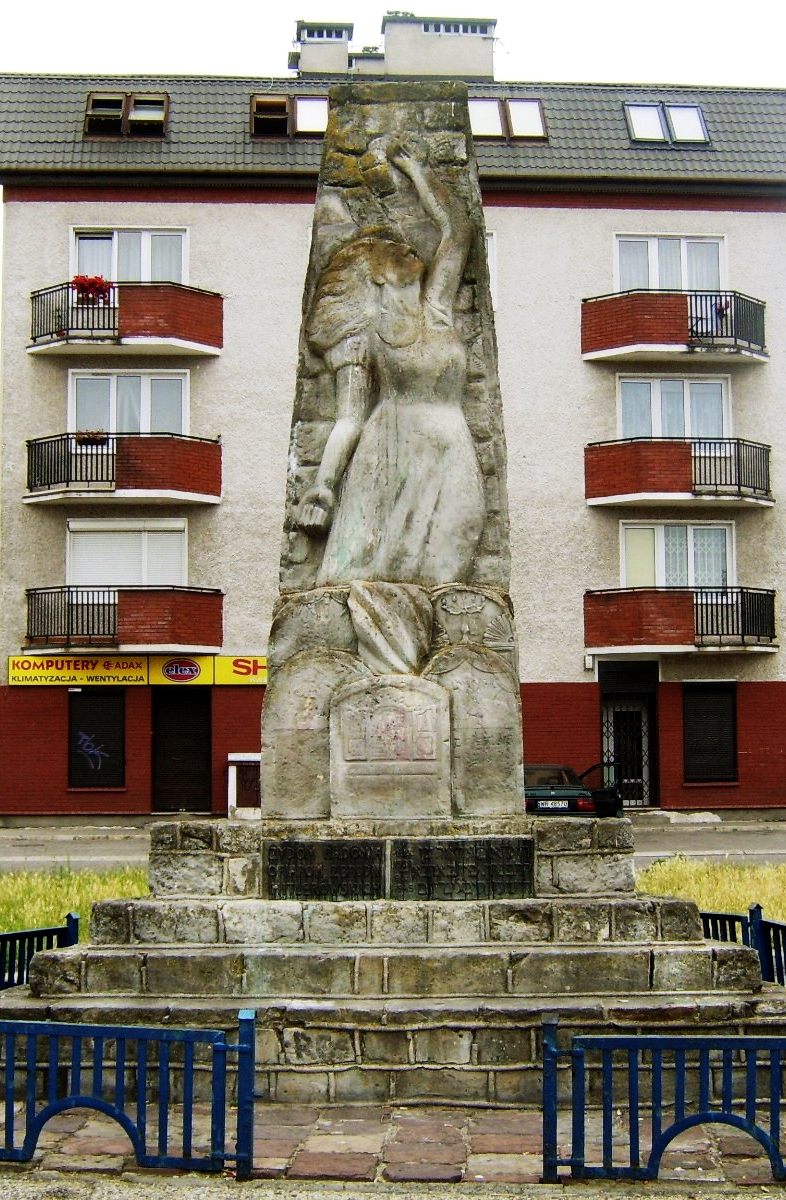
Il monumento alla vittime del ghetto

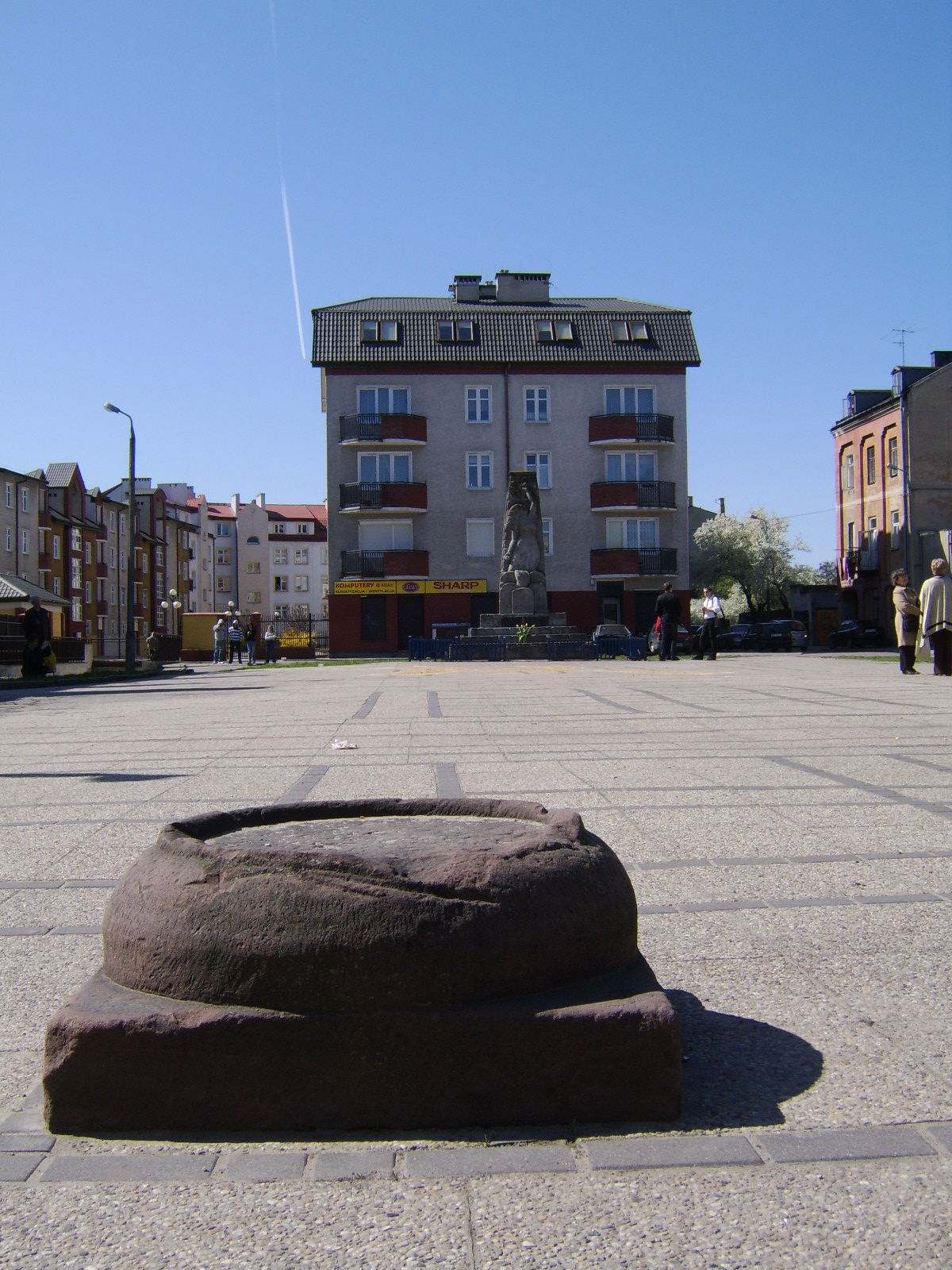
La piazza nel luogo dove sorgeva l'antica sinagoga, con in fondo il monumento alle vittime del ghetto

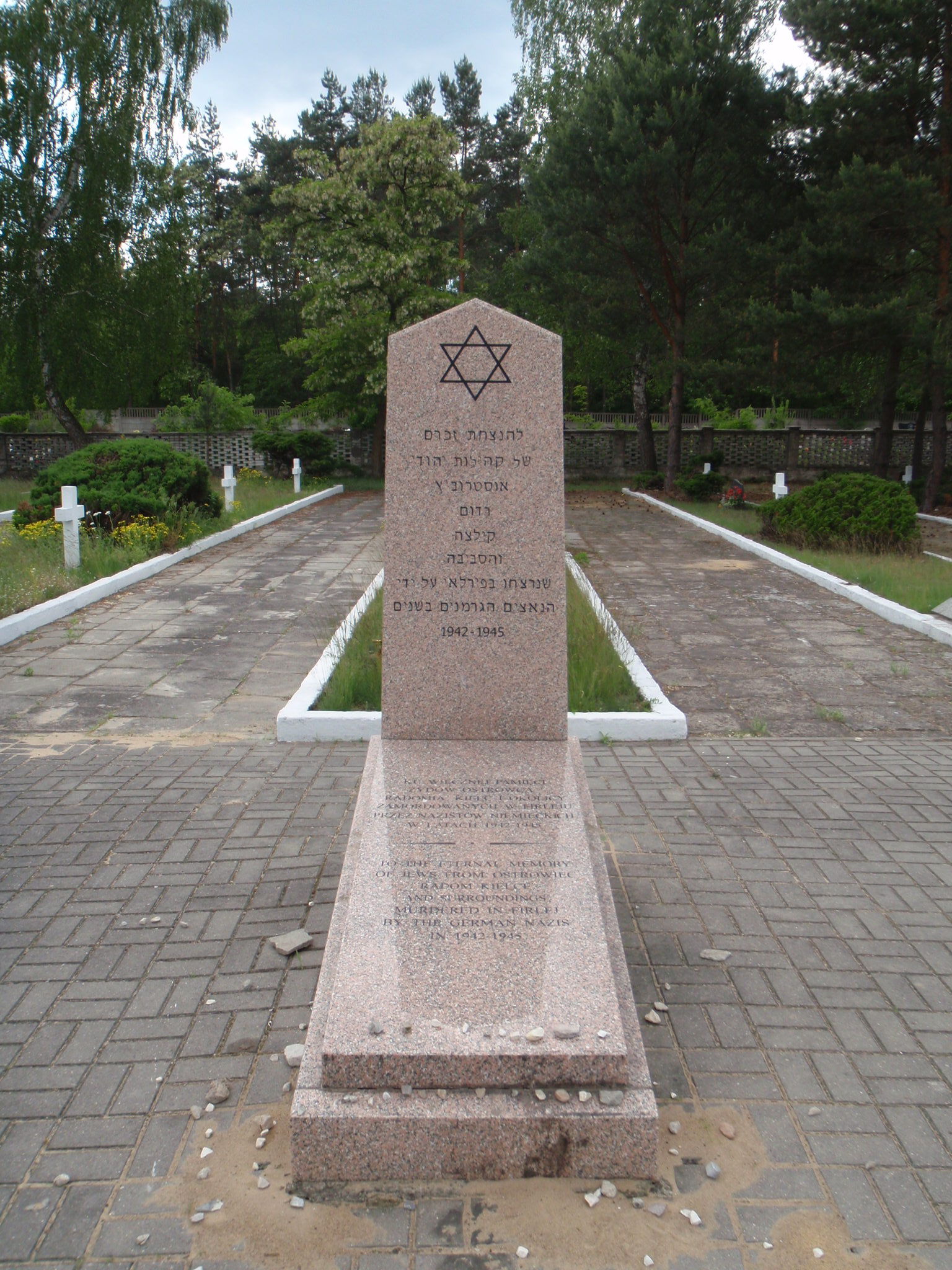
Il monumento al cimitero di Firley

Agli inizi del 1944 si trovavano nell'area del grande ghetto a Radom circa 3000 ebrei (2450 uomini, 500 donne e circa 20 bambini), tutti concentrati in quello che era ora conosciuto come il campo di Szkolna dove erano costretti a lavorare per i tedeschi; il capo ebreo di questo campo era Yechiel Friedman. Il 26 luglio 1944 anche il campo di Szkolna fu liquidato e con esso ogni vestigia del ghetto grande. Quel giorno gli ultimi bambini furono uccisi sul posto e gli adulti furono costretti a marciare verso Tomaszow-Mazowiecki e da lì su Auschwitz-Birkenau. Dopo una selezione le donne rimasero ad Auschwitz, mentre gli uomini furono deportati nel Reich vicino a Stoccarda, per il lavoro forzato. Solo 4 persone riuscirono a fuggire.
Random fu liberata dall'Armata Rossa il 16 gennaio 1945. Della fiorente comunità ebraica della città rimasero solo poche centinaia di persone, sopravvissute alle deportazioni.

## La memoria
Nell'ottavo anniversario della liquidazione del grande ghetto (1950), fu inaugurato un monumento agli ebrei martiri della città di Radom sul luogo dove sorgeva la grande sinagoga. Il monumento fu progettato e realizzato da Jakub Zajdensznir. Negli anni settanta, dopo che lavori di costruzione e ristrutturazione della piazza avevano danneggiato il monumento, la ricostruzione fu intrapresa da Stanisław Romańczuk. L'obelisco, alto 5 metri, raffigura una donna che simboleggia un grido di giustizia (quindi a volte viene chiamata monumento ad una donna ebrea). Alla base del monumento ci sono targhe con la scritta in polacco e in ebraico: "Agli ebrei di Radom, vittime dei crimini nazisti". Come materiale per il piedistallo furono usati dei frammenti di lapidi funerarie e detriti della sinagoga distrutta. Sulla piazza sono collocate anche le basi delle quattro colonne centrali della sinagoga distrutta.
La comunità ebraica di Radom è ricordata anche da una pietra con il nome scolpito della città, che fa parte del monumento alle vittime di Treblinka inaugurato nel 1964 nell'area dell'ex campo di sterminio.
Un monumento è stato collocato nel 2001 anche nel cimitero municipale di Firlej in memoria degli ebrei lì vittime di ripetuti eccidi.